# Parafia św. Michała Archanioła w Świebodzinie
Parafia św. Michała Archanioła w Świebodzinie – parafia rzymskokatolicka w Świebodzinie (diecezja zielonogórsko-gorzowska), w województwie lubuskim, Polska.
Erygowana w XIV wieku. Należy do dekanatu Świebodzin – NMP Królowej Polski.

## Terytorium parafii
Świebodzin, Grodziszcze – (2 km)

## Kaplice
- Świebodzin – MB Nieustającej Pomocy
- Świebodzin – św. Józefa w Lub. Ośrodku Rehab.-Ortoped.
- Świebodzin – zakonna ss.Pasterek

## Grupy parafialne
- Liturgiczna Służba Ołtarza
- Wiara i Światło
- Odnowa w Duchu Świętym "SILOE"
- Parafialny Zespół Caritas
- Akcja Katolicka
- Żywy Różaniec
- Eucharystyczny Ruch Młodych
- Apostolat Maryjny i Straż Honorowa
- Schola Parafialna